# Государственный архив Волынской области
Государственный архив Волынской области — основное архивное учреждение Волынской области.

## История
В декабре 1939 года был учреждён Волынский областной исторический архив в подчинении Архивного отдела УНКВД Волынской области. В 1941 году был переименован в Государственный архив Волынской области. В годы нацистской оккупации с июня 1941 года приостановил свою работу и восстановил её после освобождения области в марте 1944 года. В течение этого времени архивные фонды уменьшились на 1 163 947 единиц.
В послевоенные годы работниками архива проведена работа по систематизации и обработке документов, а также по улучшению условий их хранения и созданию справочного аппарата. В 1958 году архив получил новое название Волынский областной государственный архив и с 1960 года стал подчиняться исполкома Волынского областного Совета депутатов трудящихся. С 1980 года стал называться Государственным архивом Волынской области. С 1997 года государственный архив Волынской области стал структурным подразделением облгосадминистрации.

## Фонд
В архиве хранятся отдельные документы XVI века: Королевские дарственные грамоты и привилегии, церковные метрические и брачные книги.
Фонды периода Российской империи периода 1796—1919 годов содержат документы местных органов государственного управления и городского и земского самоуправления.
За период оккупации Волыни Польшей в 1921—1939 годах в архиве хранятся фонды Волынского воеводства.
В архиве есть информация о периоде нацистской оккупации Волынской области в 1941—1944 годах. Среди фондов этого времени — рассекречена информация об ОУН, и документы которые освещают деятельность ОУН-УПА на Волыни.
Наиболее полно в архиве отложились документы советских учреждений, организаций, промышленных предприятий, финансовых органов, учебных заведений, которые возобновили свою деятельность или были созданы в послевоенный период.
В последние годы архив пополнился документами первых общественных, политических формирований Волыни новейшего периода.
В архиве хранятся следующие фонды:
- 4 776 фондов, 1 117 984 единиц (из них 17 105 личных дел), с XVI века по 2006 год.
- 628 единиц научно-технической документации, 1945—1984 годов.
- 3 единицы кинодокументов за 1981—1982 года.
- 28 876 единиц фотодокументов 1917—2007 года.
- 349 единицы фонодокументов за 1945—2007 года.
- 7 единиц видеодокументов за 1992, 1994, 1998, 2004 года.

В составе книжного фонда библиотеки архива находятся латинская литература, изданная в Венеции, Варшаве, Кракове, Париже, Праге, Милане, Мюнхене в XVI-XVIII веках. Среди которой: Энциклопедия Юана-Генриха Альстеда 1630 года, Инвентарь Луцко-Брестского бискупства.
Периодические издания: «Вестник Европы», «Вестник иностранной литературы», «Волынские епархиальные ведомости», «Мир божий», «Наблюдатель», «Церковные ведомости».
В библиотеке хранятся книги и периодика времен оккупации Волыни Польшей (1921—1939): «Вестник законов Речи Посполитой Польской», «Польское законодательство», «Законы и распоряжения», «Польский монитор», статистические ежегодники, квартальщики и сведения Главного статистического управления Польши, «Географический словарь царства Польши», «Географический словарь царства Польского и других славянских земель».
В фондах библиотеки имеются также литература, поступившая от Волынской диаспоры из Австралии, Канады: произведения Яра Славутича, Степана Радиона, Василия Симоненко, Евгения Сверстюка и прочих. Фонд библиотеки состоит из 16 593 единиц за период с XVI века по 1995 год.